# X-COM: Apocalypse
X-COM: Apocalypse – gra komputerowa z gatunku strategiczno-taktycznych opracowana przez studio Mythos Games na komputery klasy PC i wydana przez firmę Microprose w 1997 roku. Jest to trzecia gra z serii X-COM.
Akcja gry toczy się w niedalekiej przyszłości na terenie futurystycznego miasta-państwa Mega-Primus, a gracz wciela się w rolę dowódcy X-COM – tajnej agencji pozarządowej, powołanej do walki z obcymi najeźdźcami z kosmosu. Do głównych zadań gracza należy zarządzanie bazą oraz dowodzenie oddziałami podczas akcji bojowych.
Polskim dystrybutorem gry była firma IPS Computer Group, która również wydała grę w polskiej wersji językowej. Gra jest także dostępna na platformie Steam. 

## Opis fabuły
W mieście Mega-Primus zarządzanym przez radę 13 senatorów działają różne organizacje. I tak S.E.L.F. to organizacja androidów niewrażliwych na ataki psioniczne, którzy w roku 2076 zostali usunięci z miasta do slumsów, Mutant Alliance to organizacja obdarzonych zdolnościami psionicznymi mutantów – znanych z poprzednich części Obcych-sektoidów z ludźmi, Cult of Sirius to zwolennicy Obcych i wiele innych. W mieście działają także organizacje rządowe, policja i gangi.
Obcy pojawiający się w tej grze nie mają związku ze znanymi z poprzednich części. W mieście gracz posiada ograniczoną możliwość budowy i rozbudowy baz – musi ograniczyć się do pustostanów w slumsach. Znany z poprzednich części sposób produkcji i prowadzenia badań się nie zmienił, jednak technicy i uczeni mają konkretne umiejętności. Agenci poprawiają swoje charakterystyki w trakcie zdobywania doświadczenia bojowego, ale także mogą odbywać szkolenie bojowe i psioniczne w przerwach między misjami. 
Początkowo wyposażenie gracza pochodzi głównie z zakupów lub z wojennych zdobyczy, w miarę upływu czasu zyskujemy dostęp do nowych technologii. Początkowo nękającą stroną są głównie Obcy pojawiający się w różnych punktach miasta przez wrota międzywymiarowe, lecz z czasem X-COM też zyskuje możliwość z nich korzystania i zaczyna nękać kolonie Obcych.